# Vodní mlýn ve Slupi
Vodní mlýn ve Slupi je národní kulturní památka ve správě Technického muzea v Brně. Mlýn se nachází asi 15 kilometrů jihovýchodně od Znojma. Objekt je pozoruhodnou renesanční stavbou velkomlýna se čtyřmi funkčními vodními koly a mlýnským náhonem. Svým rozsahem a architektonickým ztvárněním je  ojedinělou a zajímavou technickou památkou.

## Historie mlýna
První zpráva o mlynáři ve Slupi, a tím také o nepochybné existenci mlýna, pochází z roku 1512. Je to listina zdejšího zádušního mlynářského bratrstva. Mlýn zde však nejspíš stál již dříve, neboť krhovicko–jaroslavický náhon, jehož vody mlýn využívá, je zmiňován v listině z roku 1302. Stavitelem mlýna a jeho majitelem byl ženský cisterciácký klášter v Oslavanech, který se stal vlastníkem vsi Slup již v roce 1228. Po zániku kláštera v první třetině 16. století přebírali ves a mlýn majitelé panství Jaroslavice. V období 1541 až 1810 to byli páni z Kunštátu, Krajířové z Krajku, páni z Hardeka, Collaltové a Berkové z Dubé. Nejdéle bylo jaroslavické panství v držení hrabat z Althanu (1609–1790). Do současné pozdně renesanční podoby byl mlýn přestavěn nejspíše v poslední čtvrtině 16. či na samém počátku století následujícího.
Mlýn přešel roku 1810 od zadlužených pánů z Althanu do vlastnictví svobodných mlynářů. Postupně se v jeho držení vystřídali Hollí, Steimetzové a Machové. Tyto mlynářské rody v letech 1810 až 1938 provedly na mlýně i kolem něj rozsáhlé stavební úpravy. Byly postaveny nyní již neexistující hospodářské budovy a stáje pro mleče. Modernizováno bylo i strojní zařízení. Po polovině 19. století bylo tzv. české mlýnské složení nahrazeno dokonalejším „amerikánským“ (uměleckým či umělým), které zajišťovalo výrazně vyšší produktivitu mletí. Ta byla dále znásobena a zkvalitněna přestavbou na válcový mlýn v osmdesátých letech 19. století. V meziválečných letech byla místo mlýnských kol instalována vodní turbína. Před druhou světovou válkou se mlýn dostal do německých rukou a proto byl roku 1945 zkonfiskován a spravován národním správcem. Ten jej nabídl zemědělskému družstvu, které mlýn využívalo do roku 1951 k mletí, do roku 1957 ke šrotování obilí. V tomto období došlo zanedbáním údržby k devastaci stavby a demontáži zařízení. V roce 1970 získal mlýn československý stát a o šest let později jej jako kulturní památku převzalo do správy Technické muzeum v Brně. To zde za přispění dalších institucí a osob vybudovalo a roku 1983 otevřelo expozici mlynářské techniky. V roce 1995 se objekt slupského mlýna stal národní kulturní památkou.

## Strojní vybavení mlýna

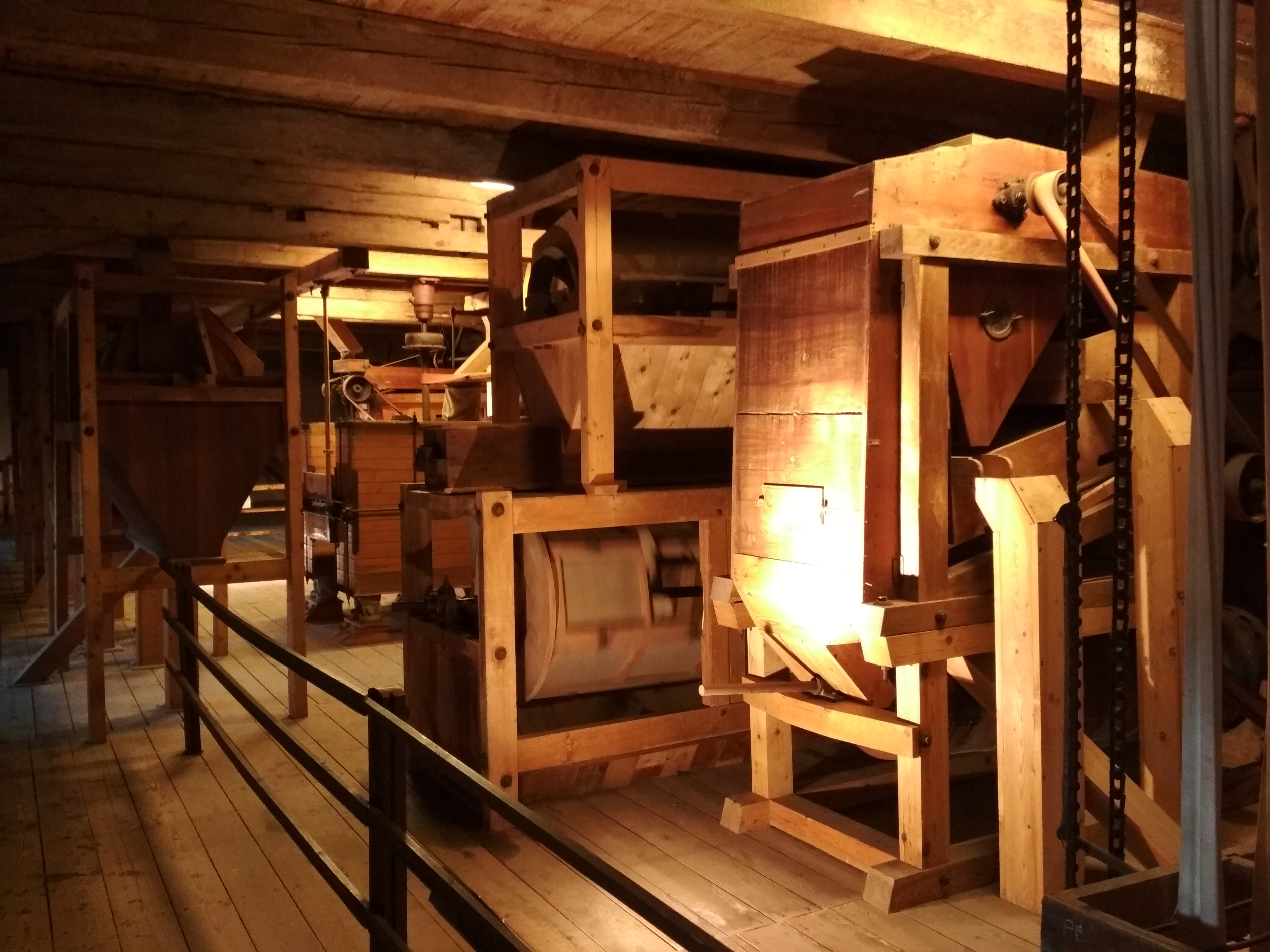
Interiér mlýna

Slupský mlýn patří po stavební stránce k nejvýstavnějším pozdně renesančním technickým zařízením svého druhu. Jeho význam však netkví pouze v architektonickém ztvárnění, ale i v souboru instalovaných mlýnských zařízení a strojů dávajících objektu další rozměr. V letech 1978 až 1983 byly do mlýnice postupně zabudovávány takové mlýnské stroje a zařízení, o jejichž existenci a činnosti se daly získat alespoň základní hrubé informace z archívních zpráv. Nešlo o přesnou vědeckou rekonstrukci původní mlýnské technologie, nýbrž o renovaci z torzovitých informací a ze zbytků stavebního vybavení mlýnice.
Takto byla do mlýnice uměle vnesena zařízení tzv. českého složení (též obyčejného složení) převezeného na Moravu ze Zábrdí u Prachatic (1874–1877), tzv. kašové složení – kašníku či jahelky – z Drozdovic na Prostějovsku (kolem r. 1940) a dvě francouzská složení umělého mlýna, sestávající ze součástí mlýnů zátopové oblasti vodní nádrže Dalešice z počátku 20. století. Tato zařízení byla instalována na návodní straně mlýnice a každé složení pohání vlastní vodní kolo na spodní dopad vody. Přenos síly z hřídelí vodních kol na mlýnská složení probíhá pomocí dřevěných ozubených soukolí – palečných a cévových kol. Celek uměleckého (či též amerikánského) mlýna tvoří mimo mlecích složení i korečkové výtahy, spádové trubky a hranolové vysévače.

U průčelní strany mlýna je instalován válcový mlýn používající místo mlecích kamenů k drcení a šrotování mlecí válce. Základ válcového mlýna tvoří tři mlýnské válcové stolice. Dvě z nich, určené pro mletí žita a ke šrotování, jsou patentované výrobky blanenských železáren z let 1907–1910 (tehdejší závod Breitfeld–Daněk, systém konstruktéra Steckla). Třetí mlýnská stolice je určena k mletí zvláště jemných a jasných pšeničných mouk – má mlecí válce z porcelánu. Konstruktér tohoto typu mlýnských stolic, švýcarský mlynářský technik Friedrich Wegmann z Curychu, byl zakladatelem této technologie a jeho výrobky ve spojení s továrnou Ganz získaly světovou proslulost již v 80. letech 19. století. I tyto stroje převezli muzejníci do mlýna ve Slupi odjinud; válcové stolice systému Steckl z mlýna v Holštejně v Moravském krasu, porcelánovou stolici systému Wegmann z mlýna ve Strenicích u Mladé Boleslavi. Strojní zařízení válcového mlýna doplňuje výrobně mladší loupačka na obilí továrny Moravec v Úpici. 

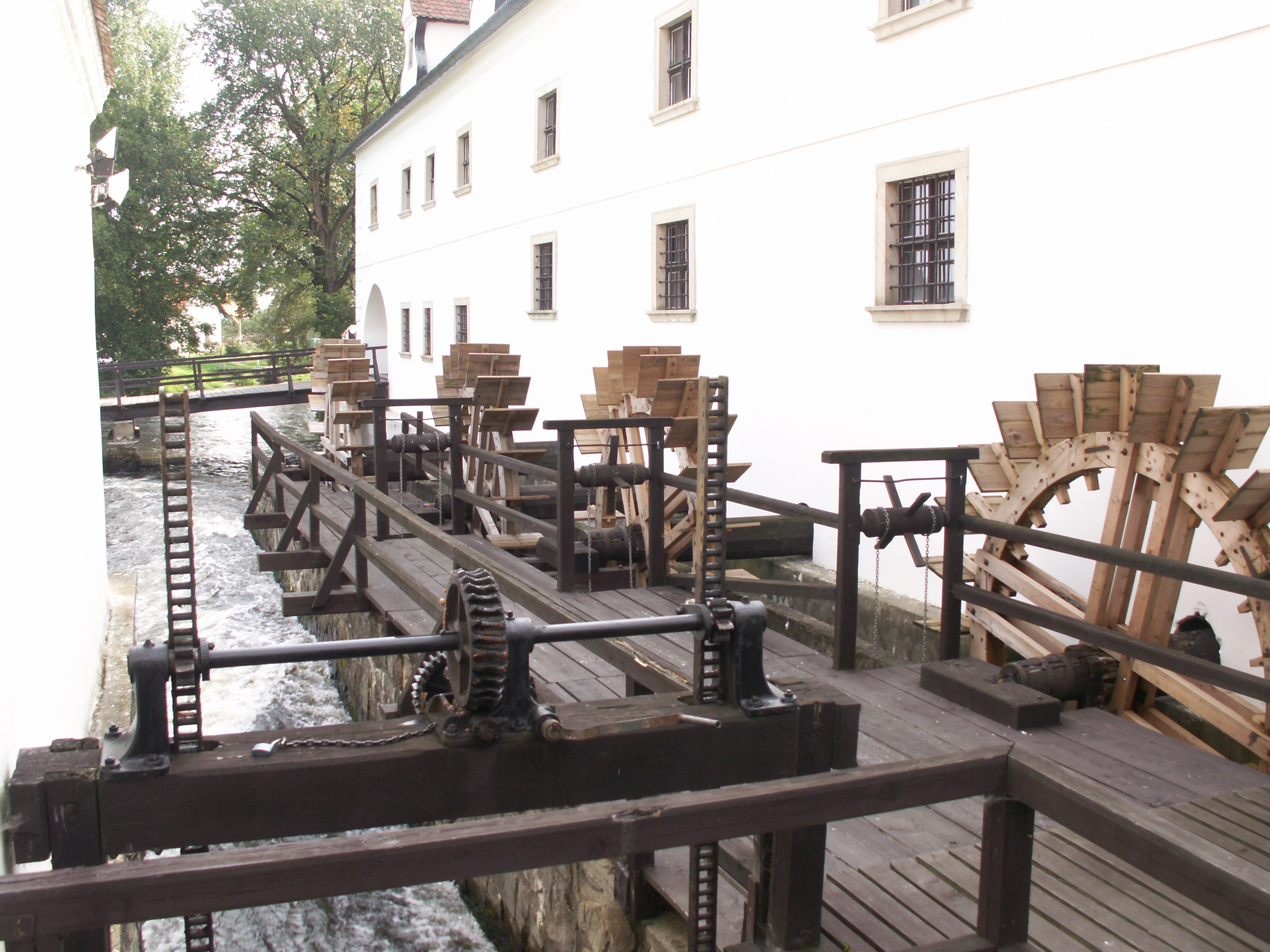
Mlýnská kola vodního mlýna ve Slupi

Mlýn je v současné době vybaven čtyřmi koly na spodní dopad vody, tzv. lopatníky či hřebenáči. Tato kola pohánějí jedno české (či obyčejné) mlýnské složení, dvě umělecká (či amerikánská) a tzv. kašové složení. Dále je zde instalován válcový mlýn se stroji na předčištění meliva, loupačkou, trojicí válcových stolic, vysévači na čištění mouky a korečkovými výtahy na dopravu meliva. Všechna tato zařízení jsou předváděna v ukázkovém provozu.
Rekonstrukce technologie mlýnice je provedena s ohledem na možnost předvádět chod strojů naprázdno.

## Krhovicko-jaroslavický náhon
V současnosti 31,6 kilometrů dlouhé vodní dílo (známé taky jako Dyjsko-mlýnský náhon, Mlýnská strouha), na kterém je slupský mlýn postaven, vzniklo před rokem 1302. Písemné záznamy praví: 25. května 1302 Václav z Micmanic vyrovnal své dluhy Eufemii z Olbramkostela polovinou mlýna a půl lánem. CDM V, č. 132, 133. 
Dodnes slouží k zavodňování rybníků a pohonu několika mlýnů a elektráren. V průběhu staletí byl náhon postupně prodlužován a umožnil vznik mlýnů v zaniklé vsi Neslovice, v Micmanicích, Slupi, Oleksovičkách, Jaroslavicích, Laa a Ruhhofu. 
Současné podoby nabyl ve třicátých letech 19. století při rozsáhlých úpravách všech souvisejících vodních děl, kdy zároveň vznikl spolek českých a rakouských mlynářů využívajících náhon. Spolek nazývaný „Lávská konkurence“ - podle rakouského města Lava nad Dyjí (německy Laa an der Thaya), které bylo jedním z velkých uživatelů náhonu, upravoval pravidla užívání tohoto významného zdroje vodní síly. Krhovicko–jaroslavický náhon je významnou technickou památkou.

## Adresa
- Vodní mlýn ve Slupi
- Slup 31
- 671 28 Jaroslavice
- tel.: 515 235 370, 608 439 147

## Návštěvní doba
- Duben – říjen: úterý – neděle 9–17 hodin.
- Mimo sezónu pouze na objednávku (min. však 10 osob).

Začátky prohlídek vždy v celou hodinu, poslední v 16 hodin. Polední přestávka 12–13 hodin.